# 松德貝克山
松德貝克山（英語：Mount Sundbeck），是南極洲的山峰，位於阿蒙森海岸，處於斯圖貝魯德山東南面7公里的尼爾森高原北部，屬於毛德王后山脈的一部分，海拔高度3,030米，美國地質調查局根據測量和美國海軍拍攝的空中照片繪入地圖，現時由南極條約體系管理。